# Earth System Research Laboratory
L’Earth System Research Laboratory (ESRL) est un des sept laboratoires du National Oceanic and Atmospheric Administration (NOAA) des États-Unis. Situé à Boulder, Colorado, ses activités sont coordonnées par l'Office of Oceanic and Atmospheric Research. Les scientifiques de l'ESRL étudient les processus qui affectent la qualité de l'air, la météo et le climat dans quatre divisions : surveillance mondiale de l'atmosphère, sciences physiques, sciences chimiques et les systèmes mondiaux. L'ESRL compte de 650 employés fédéraux auquel s'adjoint des entreprises et des centres universitaires coopératifs affiliés.

## Histoire
L'ESRL fut fondé le 1er octobre 2005 dans le cadre d'une réorganisation des six entités de recherche de la NOAA, y compris les anciens laboratoires remontant à la fondation du campus de Boulder du département du Commerce des États-Unis en 1954 :
- Aéronomie
- Ressources atmosphériques et division de la recherche en radiation de surface ;
- Centre de diagnostic du climat ;
- Surveillance du climat ;
- Technologie de l'environnement ;
- Systèmes de prévision météorologique.

Le nouveau ESRL représentait un repositionnement stratégique des capacités en recherche climatiques et météorologiques de la NOAA afin de mieux entreprendre le processus complexe de la recherche interdisciplinaire de plus en plus nécessaire pour réaliser des percées scientifiques et technologiques.

## Mission des divisions
L'objectif de la division de la surveillance mondiale est de compléter à long terme la mesure en continu des gaz atmosphériques, des particules et de rayonnement afin de comprendre le forçage climatique, l'appauvrissement de l'ozone et de la qualité de l'air. Cette information sera utilisée pour appuyer les décisions mondiales et régionales, les projections climatiques et la gestion du carbone.
La division des sciences physiques mène des recherches pour comprendre l'environnement physique: atmosphère, océan, cryosphère et sols afin d'améliorer les prévisions météorologiques locales et climatiques.
La division des sciences chimiques étudie les processus chimiques dans l'atmosphère de la Terre qui affectent le climat, la qualité de l'air et la couche d'ozone.
La division des systèmes mondiaux mène des recherches pour fournir des informations sur l'environnement mondial et sur le développement de services allant des prévisions météorologiques à court terme aux prévisions climatiques à long terme.